# Belle de Boskoop
Pour les articles homonymes, voir Boskoop.
 (septembre 2011).
Si vous disposez d'ouvrages ou d'articles de référence ou si vous connaissez des sites web de qualité traitant du thème abordé ici, merci de compléter l'article en donnant les références utiles à sa vérifiabilité et en les liant à la section « Notes et références ».

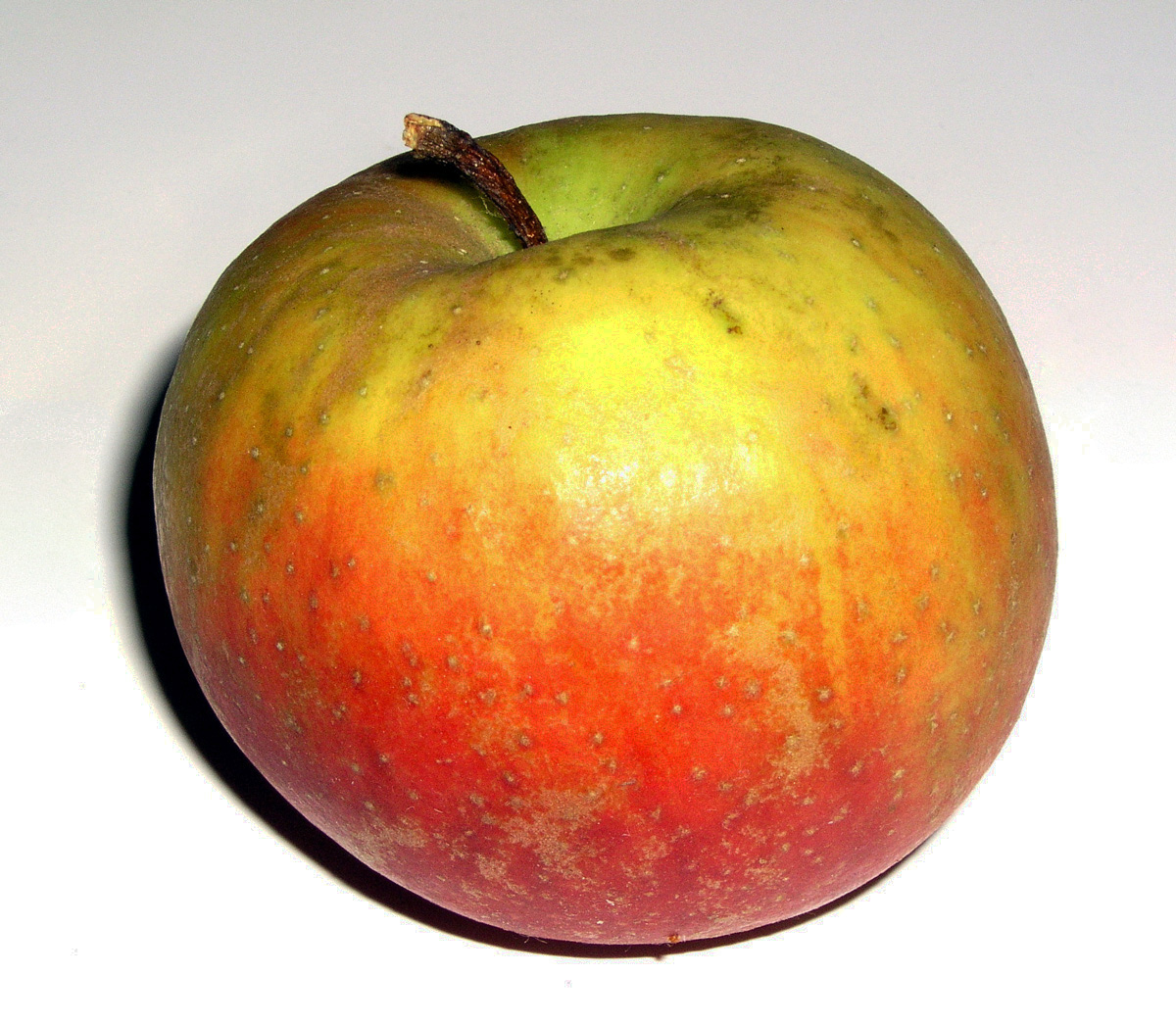
Belle de Boskoop.

La Belle de Boskoop ou Belle de Boscoop est une variété de pomme qui, comme son nom l'indique, est originaire de Boskoop, aussi écrit Boscoop aux Pays-Bas où elle naquit en 1856.

## Synonymes
Reinette de Montfort, 
Goldreinette, 
Reinette de Montreuse. 

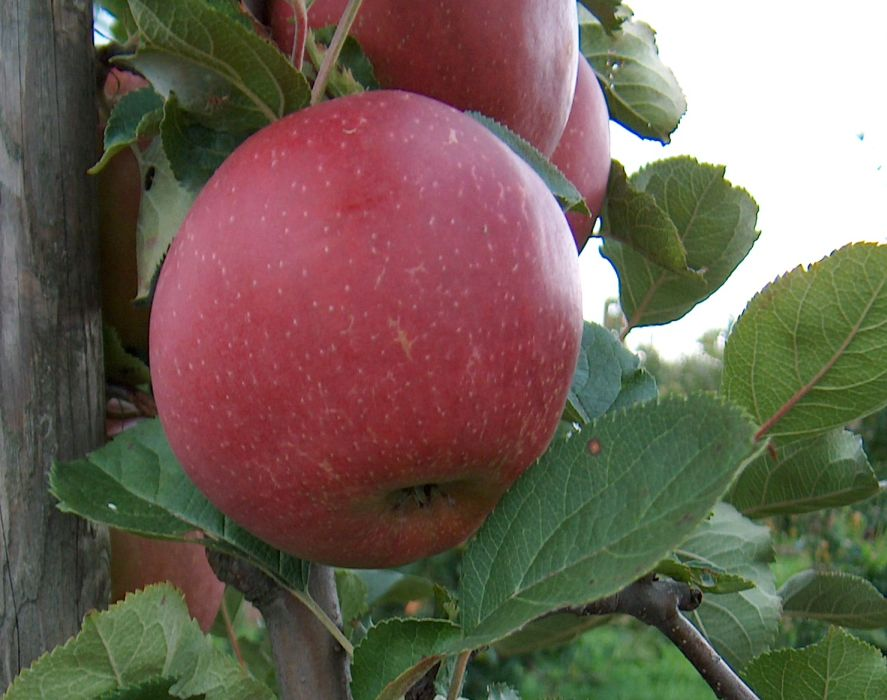
Boskoop rouge.

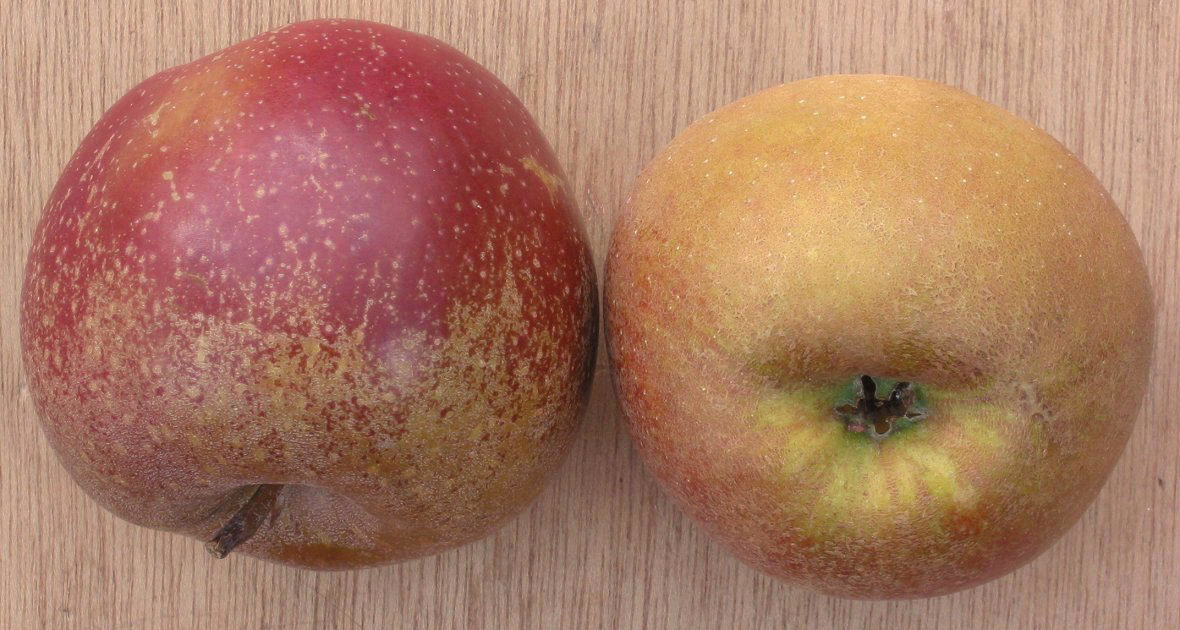
Une autre couleur.

Il en existe de nombreuses variantes : Boskoop rouge, jaune ou verte.

## Fruit
Cette pomme rustique, ferme, acidulée et parfumée est disponible de novembre à fin février.
De couleur vert-gris nuancée de rouge, sa coloration varie selon les clones. Elle est aussi appréciée en pomme à croquer qu'en pomme à cuire car elle résiste bien à la cuisson. Elle est recherchée pour la cuisine et se trouve être le principal ingrédient de la recette de la rombosse.
Sa chair est ferme, finement acidulée et légèrement jaune et sucrée.
La Belle de Boskoop contient plus du double de vitamine C qu’une Golden Delicious.

## Pollinisation

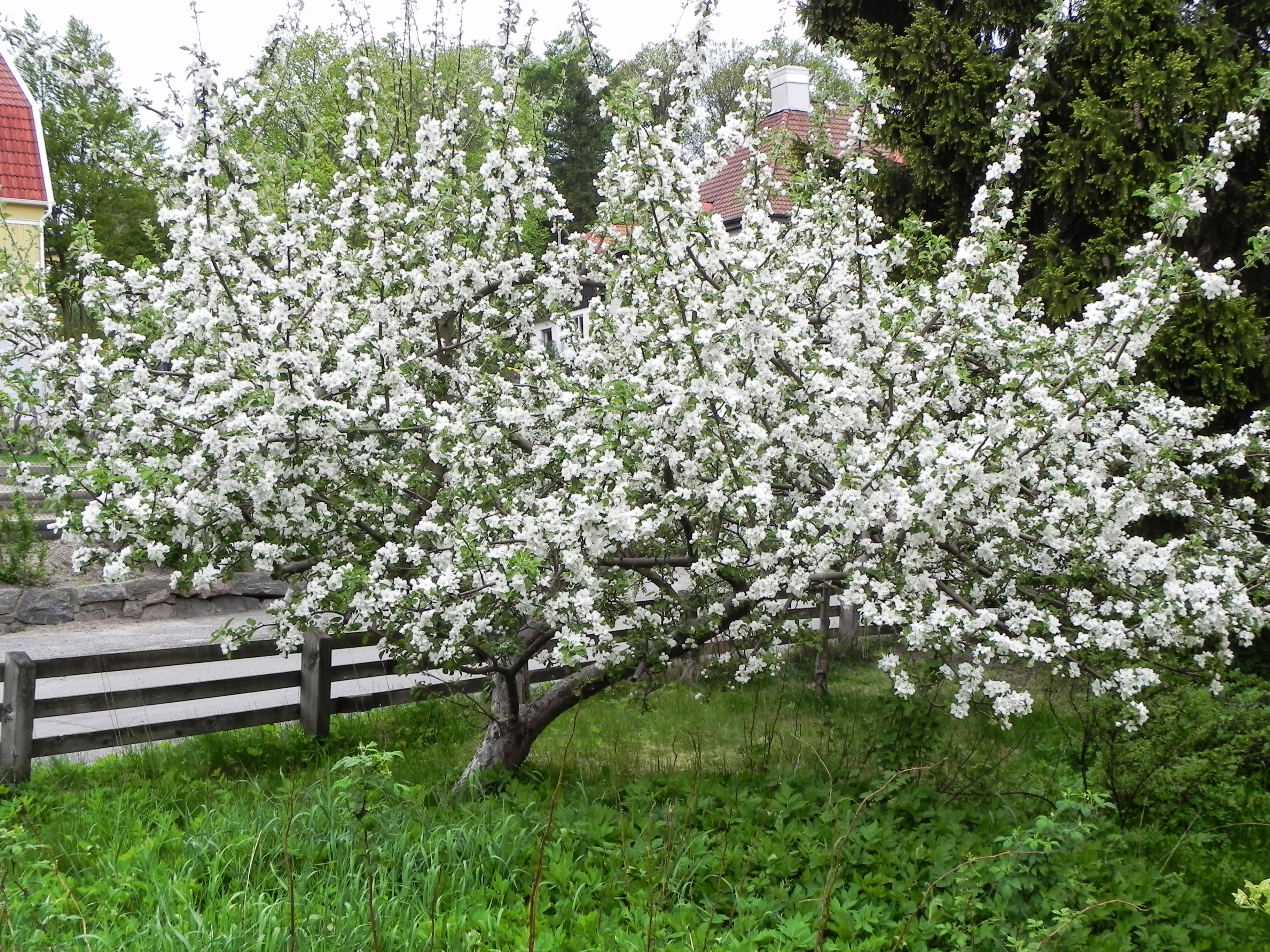
Pommier « Belle de Boskoop ».

Variété triploïde. Cette caractéristique la rend peu appropriée aux petits jardins familiaux.
Groupe de pollinisation : C.
S-génotype : S2S3S5.
Pollinisateurs : Discovery (S10S24), Empire (S10S19), Jonathan (S7S9), James Grieve, Melba ou Reine des reinettes.

## Culture
Sur les terrains humides qu'il apprécie, ce pommier est très vigoureux mais supporte mal le gel. Les fruits ont tendance à éclater.
Le cultivar supporte tous types de porte-greffes.
La récolte a lieu vers la mi-octobre et la pomme se conserve bien puisqu'elle peut-être consommée de novembre à mars.

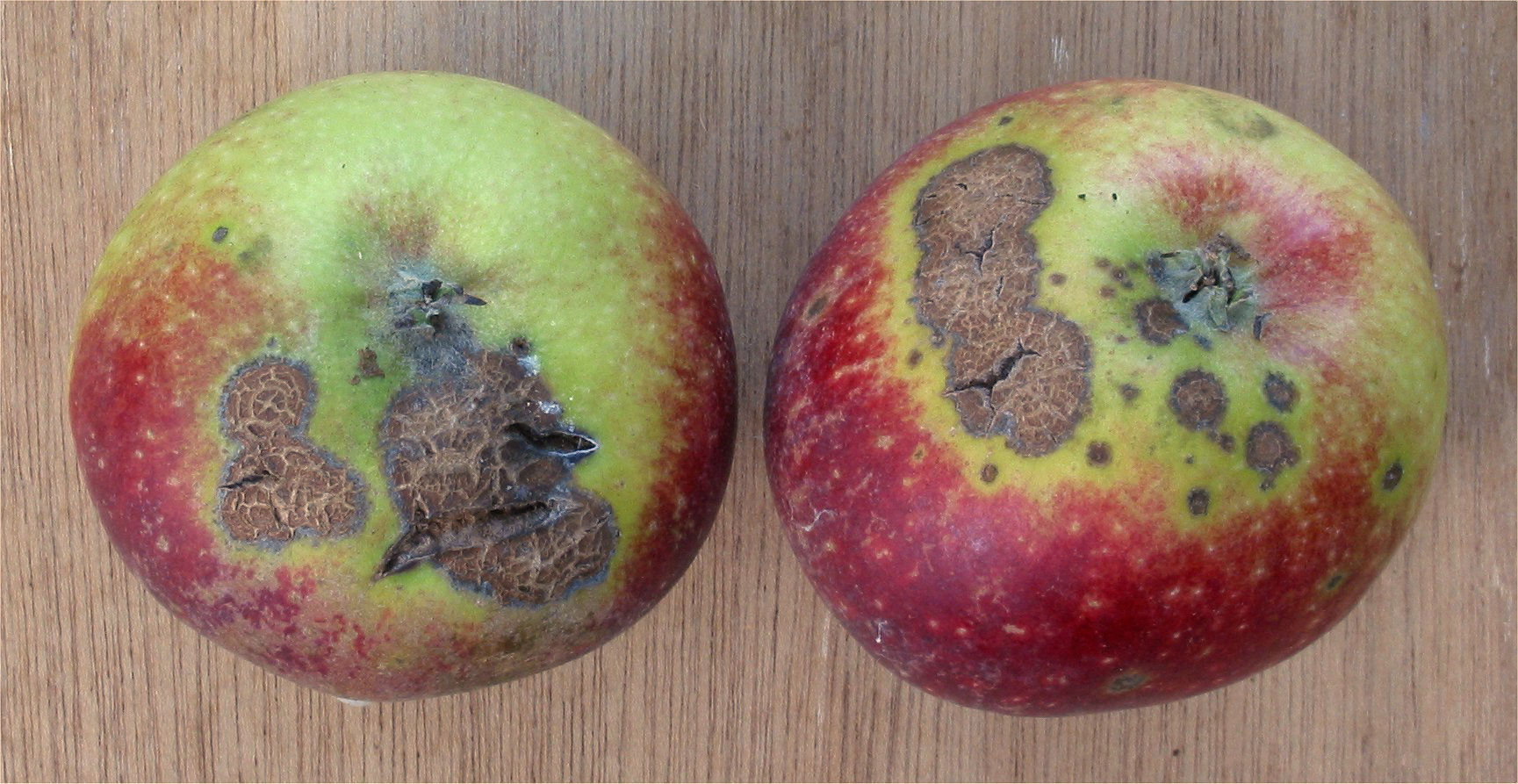
Boskoop galeuses.

La variété doit être déconseillée en terrains secs. La mise à fruit est quelquefois difficile et l'alternance peut se révéler forte.